# Мацелюх Євген
Мацелю́х Євге́н Іва́нович (1 січня 1893, Великі Бірки, на Тернопільщині — 21 листопада 1972, Стейтен-Айленд поблизу Нью-Йорка, США) — греко-католицький священник, український громадсько-культурний та церковний діяч, журналіст, редактор. Почесний крилошанин Львівської митрополичої консисторії.

## Життєпис
Закінчив у 1913 році Тернопільську українську гімназію, у 1917 — Львівську духовну семінарію, студіював теологію і філософію у Львівському університеті.
Під час Першої світової війни — в австрійському війську. Служив санітаром у м. Коломиї. Перед приходом російських військ до Коломиї звільнений з військової служби, виїхав на Гірський Шльонськ (Польща) де працював на вугільних копальнях у Моравській Остраві (нині Чехія). Там арештований австрійською поліцією і направлений до табору інтернованих українців. Під час перебування в м. Клагенфурт (Австрія), за допомогою двох римо-католицьких священників, одержав особисті документи і вступив до німецької духовної семінарії, де закінчив два роки теологічних студій.
Від 1917 року продовжив навчання у Львові. Від листопада 1918 року — в Тернополі: секретар окружної національної ради, від травня 1919 року — відповідальний секретар щоденної газети «Українські вісті» (Тернопіль). Разом з УГА відійшов за Збруч, комісар преси і пропаганди у містечку Летичів, наприкінці 1919 року повернувся до Галичини.
7 квітня 1920 року митрополит Андрей (Шептицький) рукопоклав на священника. У 1920–1923 роках душпастир у селах Чернихівці, Зарубинці і Шляхтинці нині Тернопільського району. В 1923–1930 роках на парафії у с. Кудобинцях нині Тернопільського району.
Після пацифікації і спалення парафіяльного дому о. Мацелюха восени 1930, до 1935 року був настоятелем Голгоцької парафії на Підгаєччині та війтом сільської громади, у 1939–1941 роках — адміністратор парафії у Козові.
В часи Другої світової війни виїхав на Лемківщину, звідти — до Німеччини. В таборі міста Аугсбург викладав латинську мову в гімназії для переселенців. У 1947 році виїхав до США. Призначений парохом Святоандріївської церкви у Філадельфії. Тут заснував товариство «Самопоміч», був його першим головою.
За заслуги як пастир, виховник, проповідник і організатор нагороджений званням почесного крилошанина львівської митрополичої консисторії. Зробив багато для поширення релігії своїми писаннями. Написав кілька книжок, його проповіді впродовж року друкувалися англійською («Sermons») та польською мовами в місячнику священників «Казальніца».

## Праці
- свщ. Євген Мацелюх. Пресвята Євхаристія в життю христіянина. — Добра книжка. — 75 випуск. — Львів. — 1927.
- Мацелюх Євген. Боже слово: недільні і празничні науки (на всі неділі і свята). — Йорктон (США). — 1948.
- Мацелюх, Євген. Проповіді. 4,2(5), 3а(6), 4а(7), 5(8), 7(10), 9(12), 10(13), 11(14). — Church — Sermons. — США.
- Мацелюх, Євген. Тернистий шлях: повість з переслідування церкви в Мексику. — Говерля. — Нью-Йорк. — 1956.
- Мацелюх, Євген. У стіп Марії: розважання про ласки Божої Матері. — Нью-Йорк. — 1954.
- Мацелюх, Євген. У стіп Марії: розважання про ласки Божої Матері. (Друге видання). — Нью-Йорк. — 1955.
- Мацелюх, Євген. Чудо Вифлеємської ночі: різдвяна містерія на 3 дії. — Філядельфія.
- о. Роман Закревський, о. Євген Мацепюх. Бірки Великі // Золотого Поділля Тернопільщина і Скалатщина". — Т III. — Філадельфія, США. — 1983. — С. 341-345. [Архівовано 23 жовтня 2017 у Wayback Machine.]